# Dov Gruner
Dav Béla Gruner (em hebraico: דב בלה גרונר) (6 de dezembro de 1912 – 16 de abril de 1947) foi um ativista  sionista de origem húngara no Mandato da Palestina e um membro da organização clandestinidade judaica Irgun. Em 16 de abril de 1947, Gruner foi executado pelas autoridades britânicas na Palestina sob a acusação de "disparar contra policiais e colocar cargas explosivas com a intenção de matar militares a serviço de Sua Majestade". Ele é honrado como um dos Olei Hagardom, os doze combatentes judeus pré-independência que foram executados pelas autoridades britânicas e egípcias.

## Biografia
Gruner nasceu em 6 de dezembro de 1912, em uma família judaica religiosa em Kisvárda, no Reino da Hungria. Em 1938, após estudar engenharia em Brno, ele se juntou ao movimento juvenil sionista Betar, que organizou sua passagem para a Palestina em 1940 a bordo do navio de imigrantes S.S. Skaria. Depois de passar seis meses no campo de detenção de Atlit, ele se estabeleceu em Rosh Pina. Em 1941, juntou-se ao Exército Britânico para lutar contra os nazistas e, juntamente com os seus companheiros da Brigada Judaica, veio em auxílio de sobreviventes do Holocausto na Europa.

## Atividades no Irgun
Após a desmobilização de Gruner do exército, em março de 1946, ele participou de uma incursão do Irgun para obtenção de armas contra um depósito do Exército Britânico perto de Netanya. Dez dias depois, participou na sua segunda e última operação em nome do Irgun—uma incursão de armas contra uma delegacia de polícia em Ramat Gan. Gruner liderou uma equipe de "carregadores", que levaram armas do arsenal para um caminhão à espera. Quando um tiroteio eclodiu, onde dois homens do Irgun e um policial árabe foram mortos, Gruner e sua equipe continuaram trabalhando sob fogo. Gruner foi atingido e ferido durante o tiroteio. Os membros restantes do Irgun embarcaram no caminhão e escaparam junto com as armas.

Gruner, que havia sido gravemente ferido por um tiro no rosto, foi levado ao hospital e operado. Sua saúde começou a melhorar lentamente e ele foi transferido para a prisão. Em 1º de janeiro de 1947, seu julgamento perante um tribunal militar de Jerusalém começou. Quando interposto perante o tribunal e perguntado se admitia culpa, respondeu que não reconhecia a autoridade do tribunal.
"Este tribunal não tem fundamento jurídico, uma vez que foi nomeado por um regime sem fundamento jurídico. V. Exa. veio à Palestina por causa do compromisso que assumiu a mando de todas as nações do mundo para corrigir o maior erro causado a qualquer nação na história da humanidade, ou seja, a expulsão de Israel da sua terra, que os transformou em vítimas de perseguição e massacre incessante em todo o mundo. Foi esse compromisso — e somente esse compromisso — que constituiu a base legal e moral para sua presença neste país. Mas traíste-o voluntariamente, brutalmente e com astúcia satânica. Transformou o seu compromisso num mero pedaço de papel...Quando o governo vigente em qualquer país não é legal, quando se torna um regime de opressão e tirania, é direito dos seus cidadãos—mais do que isso, é dever deles—lutar contra este regime e derrubá-lo. É isto que os jovens judeus estão a fazer e continuarão a fazer até que abandonem esta terra e a entreguem aos seus legítimos proprietários: o povo judeu. Pois deveis saber isto: não há poder no mundo que possa romper o laço entre o povo judeu e a sua única terra. Todo aquele que tentar separá-lo —sua mão será cortada e a maldição de Deus repousará sobre ele para sempre."

## Julgamento e execução

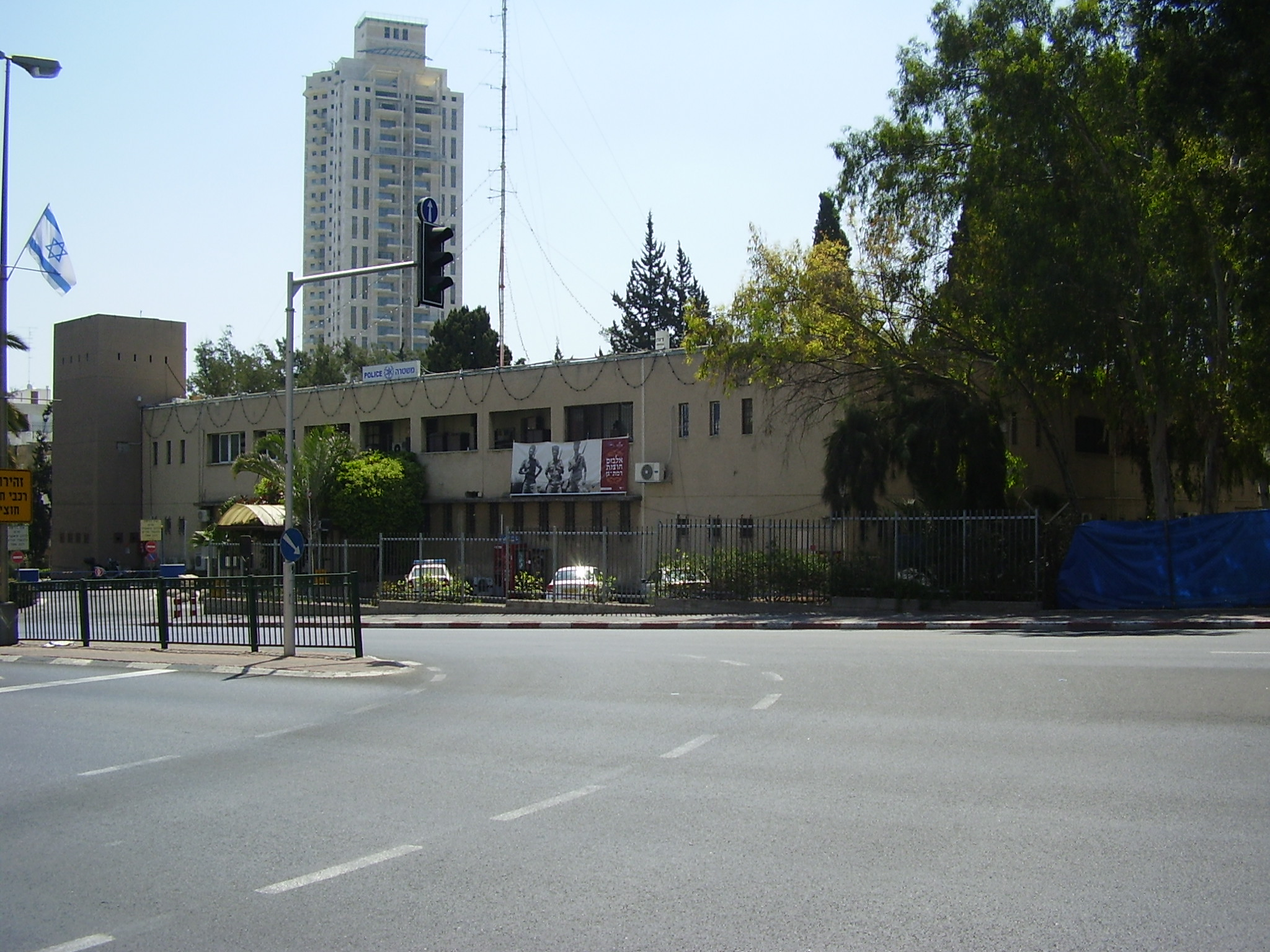
A delegacia de Ramat Gan.

Recusando-se a participar em sua própria defesa e recusando-se a cooperar com o advogado, Gruner foi dito ter sido oferecido uma comutação com a condição de que ele admitisse culpa. Recusou-se a fazê-lo e foi condenado à morte.

Apesar da segurança máxima da sua situação na prisão, Gruner manteve uma correspondência irregular com o quartel-general do Irgun. Entre as correspondências entre Gruner e o quartel-general encontravam-se: a sua recusa de assistência do Irgun junto de um advogado (devido à sua posição de princípio em relação à não-cooperação com o sistema judicial britânico em Eretz Yisrael), a sua pergunta sobre se deveria cometer suicídio para fazer uma declaração política (a liderança do Irgun respondeu rapidamente contra a iniciativa) e a sua carta final, escrita pouco antes de ser enforcado. Dirigida ao Comandante em chefe do Irgun, Menachem Begin, lê-se:

Senhor,
Do fundo do meu coração, agradeço-lhe o encorajamento que me deu durante estes dias fatídicos. Esteja certo de que, aconteça o que acontecer, não esquecerei os princípios do orgulho, da generosidade e da firmeza. Saberei defender a minha honra, a honra de um soldado e combatente judeu.
Eu poderia ter escrito em frases de alto som algo como o velho romano "Dulce est pro patria mori", mas as palavras são baratas, e os céticos podem dizer 'afinal, ele não teve escolha'. E eles podem até estar certos. Claro que quero viver: quem não quer? Mas o que me dói, agora que o fim está tão próximo, é principalmente a consciência de que não consegui alcançar o suficiente. Também eu poderia ter dito: 'que o futuro cuide do futuro' e, entretanto, desfrutado a vida e satisfeito com o trabalho que me foi prometido na minha desmobilização. Eu poderia até ter deixado o país completamente para uma vida mais segura na América, mas isso não teria me satisfeito nem como judeu nem como sionista.
Existem muitas escolas de pensamento sobre como um judeu deve escolher o seu modo de vida. Um caminho é o dos assimilacionistas que renunciaram ao seu judaísmo. Há também outro caminho, o caminho daqueles que se autodenominam sionistas - o caminho da negociação e do compromisso, como se a existência de uma nação não passasse de outra transação. Não estão dispostos a fazer qualquer sacrifício, pelo que têm de fazer concessões e aceitar compromissos.
Talvez este seja realmente um meio de atrasar o fim, mas, em última análise, leva ao gueto. E não esqueçamos isto: só no gueto de Varsóvia havia também quinhentos mil judeus.
O único caminho que me parece correto é o caminho do Irgun Zvai Leumi, o caminho da coragem e da ousadia sem renunciar a um único centímetro da nossa pátria. Quando as negociações políticas se revelarem inúteis, é preciso estar preparado para lutar pela nossa pátria e pela nossa liberdade. Sem eles, a própria existência da nossa nação está comprometida, pelo que devemos lutar com todos os meios possíveis. Este é o único caminho que resta ao nosso povo na sua hora de decisão: defender os nossos direitos, estar pronto para lutar, mesmo que para alguns de nós este caminho leve à forca. Pois é uma lei da história que só com sangue se redime um país.
Escrevo isto à espera do carrasco. Este não é um momento em que eu possa mentir, e juro que, se tivesse de recomeçar a minha vida, teria escolhido exatamente o mesmo caminho, independentemente das consequências para mim.

O vosso fiel soldado, Dov.

As alegações de que Gruner era prisioneiro de guerra e, portanto, tinha direito a direitos especiais foram rejeitadas pelo General Evelyn Barker, comandante das forças britânicas na Palestina. Em uma entrevista décadas depois, Barker disse que Gruner era um assassino e um terrorista, rejeitando a noção de que a insurgência judaica no Mandato da Palestina constituiu uma guerra.
"É absurdo dizer que ele era um prisioneiro de guerra. Não houve guerra."
Gruner foi enforcado na Prisão de Acre em 16 de abril de 1947, aos 35 anos. Executados com ele estavam seus colegas do Irgun Mordechai Alkahi, Yehiel Dresner, e Eliezer Kashani. Barker havia assinado todas as sentenças de morte pouco antes de partir. Em retaliação às execuções, os insurgentes do Irgun tentaram repetidamente assassinar Barker. No entanto, todas as tentativas falharam. Barker viveu até os 89 anos e morreu em 1983. Em 1977, depois de saber que um de seus assassinos fracassados era o ministro da Defesa e futuro presidente Ezer Weizman, Barker comentou: "espero que ele esteja feliz por ter falhado em sua missão. De que adiantaria matar-me? Não teria ajudado a causa judaica ou o Irgun ou qualquer outra pessoa. Pelo menos o General Weizman conseguiu passar os últimos trinta anos sem um homicídio na sua consciência."

## Memória

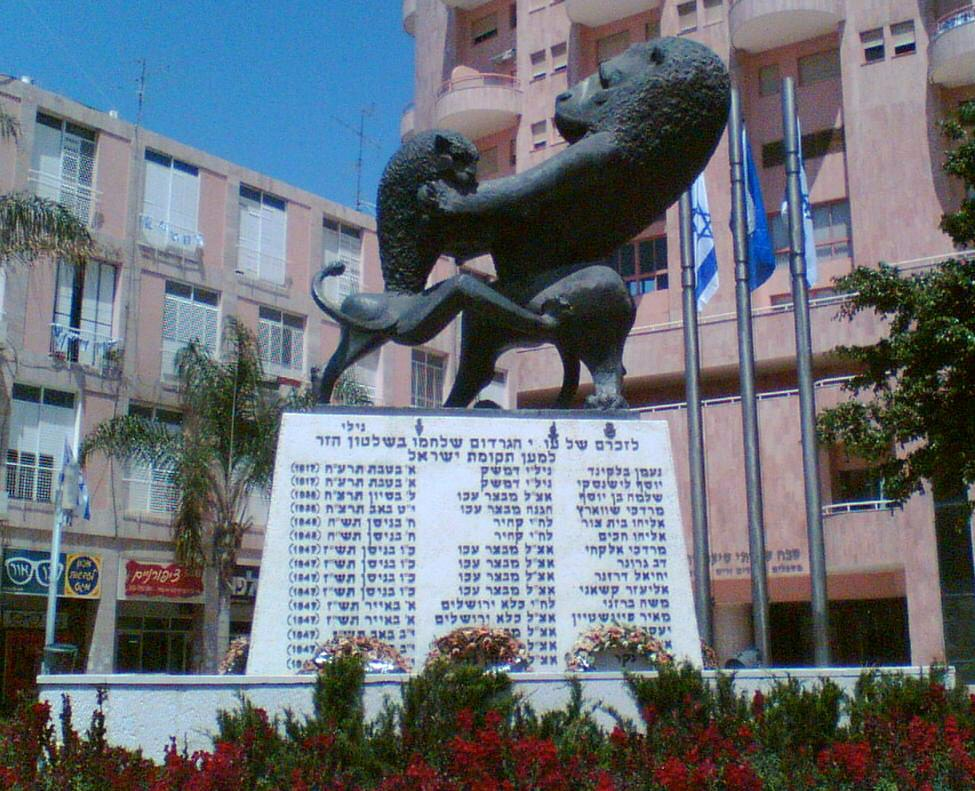
Monumento comemorativo do Olei Hagardom em Ramat Gan.

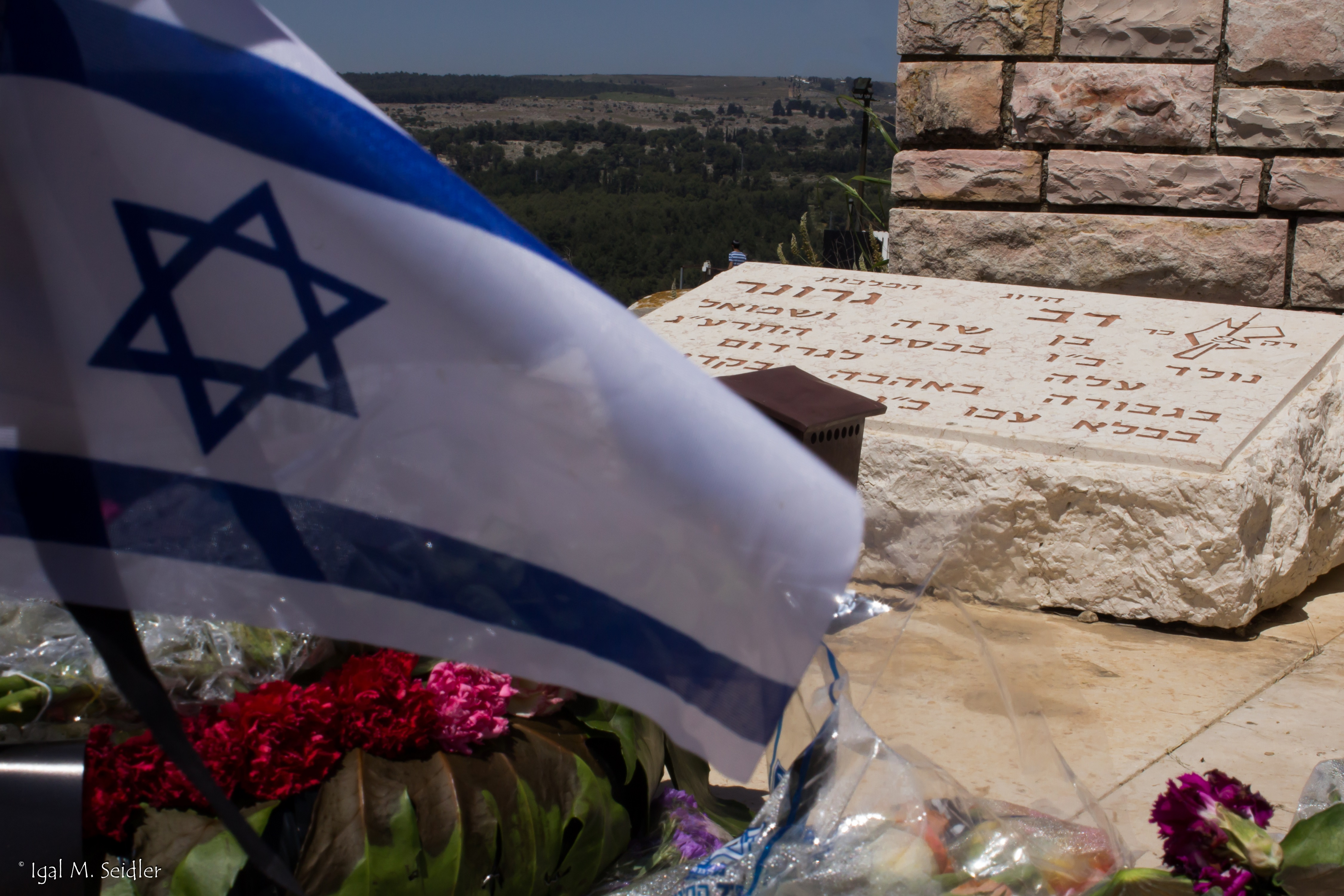
O túmulo de Dov Gruner no antigo cemitério de Safed.

O moshav Misgav Dov, fundado em 1950, tem o nome de Gruner. Várias ruas em Israel, incluindo uma no bairro Armon HaNetziv de Jerusalém, também levam o seu nome. Em 1954, a praça em frente à delegacia de Polícia de Ramat Gan foi renomeada como "Praça Gruner". Foi construído no local um monumento em homenagem a Gruner e aos outros três membros do Irgun mortos no ataque à estação. O monumento apresenta uma escultura de Chana Orloff, representando um filhote de leão jovem, representando o Yishuv, lutando contra um leão maduro simbolizando o Império Britânico. O monumento também ostenta uma placa que comemora todos os Olei Hagardom, os combatentes judeus pré-independência executados pelas autoridades otomanas e britânicas.
Na época de seu enforcamento, nasceu um sobrinho do irmão de Gruner, que foi batizado Dov em sua homenagem. Em 1967, durante o Guerra dos Seis Dias, este sobrinho, o Sargento Dov Gruner da 55ª Brigada Paraquedista das FDI, tornou-se o primeiro soldado israelense a alcançar o Muro das Lamentações:
Estamos num lance de degraus de pedra, olhando para baixo. Essa área não era nada do que é hoje. Em vez de uma ampla praça de pedra, vemos apenas um beco estreito, de dois metros de largura, repleto de cortiços árabes. O local está vazio. Sem soldados, sem civis. É uma via e ponto. Touceiras de mato brotam nas frestas entre as pedras.
Mas é ele, o Muro. Eu o reconheço imediatamente.
Assim como Moshe Stempel. "Zamosh, a bandeira!"
Ele me ordena que escolha um homem e o envie para o muro, para tomar posse dele. Então, aponta para um local no alto, uma cerca ou grade de ferro. "Vamos levantar a bandeira lpa", diz Stempel, depois desce em direção ao muro.
Escolho um sargento, Dov Gruner, para descer os degraus de pedra até o muro e deixo dois homens encarregados de lhe dar cobertura. Continuamos a ouvir tiros de franco-atiradores. A luta pela Cidade Velha está longe de acabar.— Yoram Zamosh, comandante da Companhia A, 71º Batalhão.
O clube de futebol Beitar Dov Netanya (originalmente Beitar Dov Vatikim Netanya) foi nomeado em homenagem a Gruner, após se mudar de Beit Lid. O clube permaneceu ativo até 1979.